# Fabryka porcelany Allach

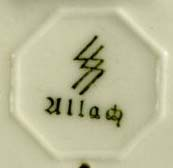
„Marka porcelanowa”, 1939

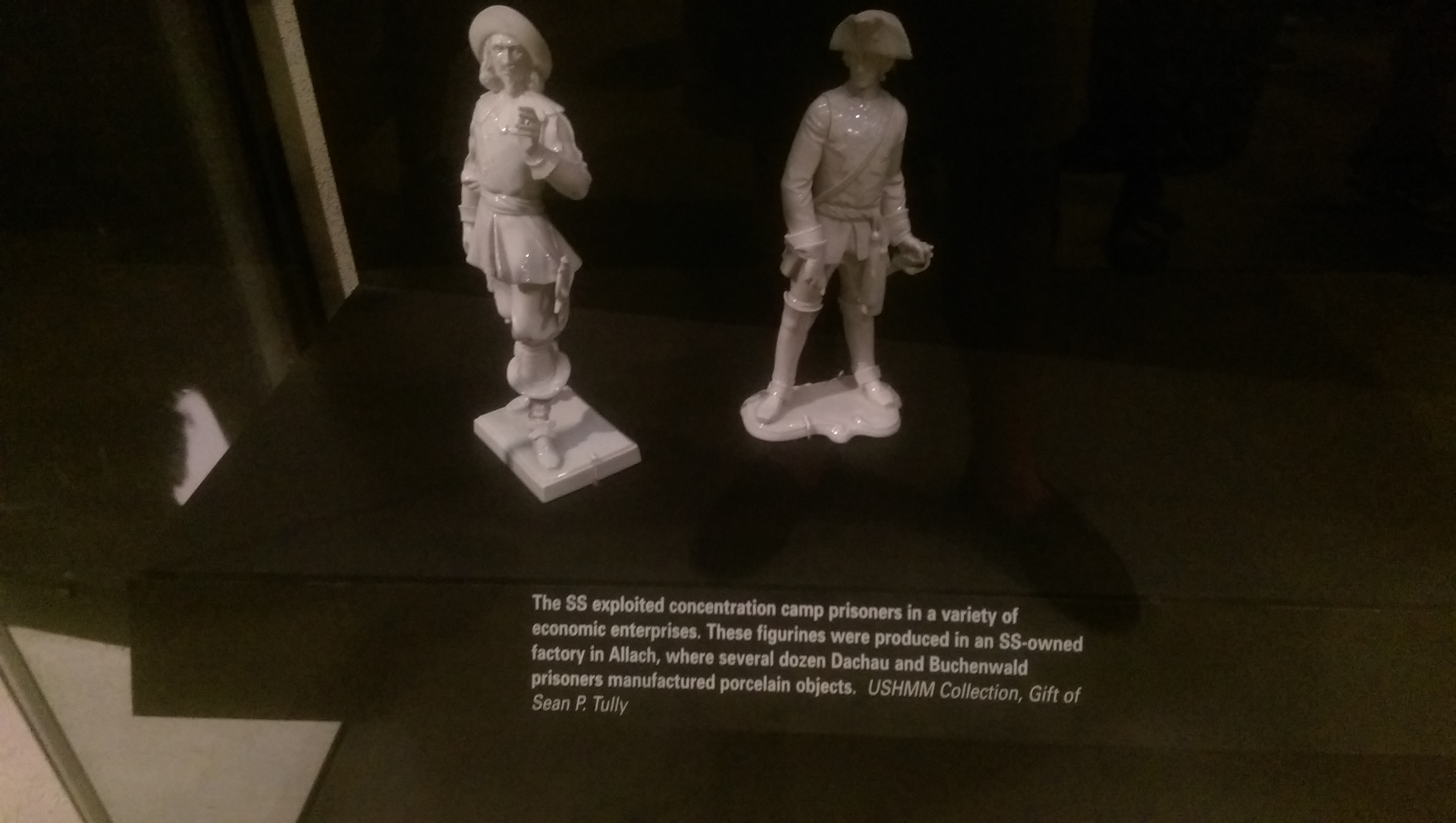
Przykładowe porcelanowe statuetki z fabryki Allach

Porzellanmanufaktur Allach – niemiecki producent porcelany w latach 1935–1945, należący do Schutzstaffel.
Fabryka Porzellanmanufaktur Allach została założona w 1935 w małym miasteczku Allach niedaleko Monachium w Bawarii przez Karla Diebitscha i Franza Nagy. W 1936 została wykupiona przez SS i weszła do Głównego Urzędu Gospodarki III Rzeszy (SS-Wirtschafts- und Verwaltungshauptamt). W 1937 druga fabryka została założona na terenie obozu koncentracyjnego Dachau, gdzie przymusowo pracowali więźniowie. Heinrich Himmler uważał, że produkcja dzieł sztuki i ceramiki na skalę przemysłową mogłaby podkreślić wyższość rasy aryjskiej i kultury III Rzeszy.
Główny sklep porcelany „Allach” znajdował się przy ulicy Hermann Göringstraße w Berlinie. Produkty Allach dostępne były dla wszystkich konsumentów zarówno w III Rzeszy, jak i w krajach okupowanych. 8 maja 1945, wraz z końcem wojny, fabryka zaprzestała produkcji, a następnie została zlikwidowana.

## Galeria

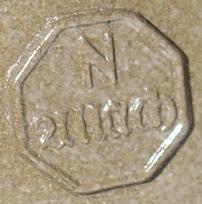
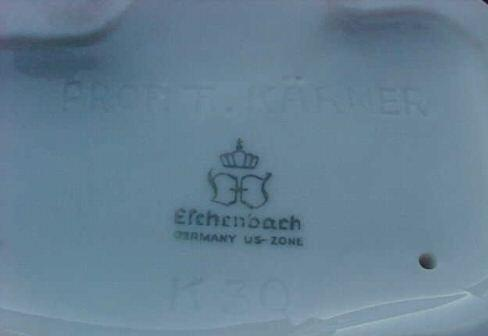